# Krzywa Wieś (wieś)
Krzywa Wieś – wieś w Polsce, położona w województwie wielkopolskim, w powiecie złotowskim, w gminie Złotów.
Ok. 0,5 km na południe od wsi znajduje się Góra Brzuchowa (207,8 m n.p.m.).
| SIMC    | Nazwa  | Rodzaj    |
| ------- | ------ | --------- |
| 0534150 | Grodno | część wsi |

W latach 1975–1998 miejscowość administracyjnie należała do województwa pilskiego.